# Transfert de compétence
Le transfert de compétences renvoie directement à des enjeux de renforcement des aptitudes stratégiques dans les entreprises et organisations. Celles-ci rencontrent certaines difficultés à préserver et transmettre les savoir-faire rares, peu ou pas formalisés, tacites et uniquement basés sur l'expérience du salarié. S'il est vrai que le transfert de connaissances peut faire l'objet d'un enregistrement et d'une sauvegarde de l'ensemble des supports consignés des pratiques métier d'une organisation (consigne, mode opératoire, référentiel, film, vidéo, etc.) pour autant cela ne suffit pas à préserver les compétences clés de l'entreprise et encore moins à les transmettre à d'autres. Le transfert de compétences ainsi plus global permet de développer la capacité de l'organisation à transmettre ses connaissances ou savoirs théoriques (notamment celles acquises par le biais de formation, documentation ou procédure) mais aussi et surtout les savoir-faire et savoir-être issus de l'expérience. La démarche de transfert des compétences consiste à acquérir les savoir-faire issus de l’expérience par l'accélération des processus d’apprentissage à travers l’action. La clé du transfert de compétences dites tacites est bien de pouvoir s’appuyer sur le partage d’expériences en créant des espaces de travail en commun et de collaboration entre le détenteur de savoir-faire et le ou les bénéficiaires du transfert. En synthèse : le transfert des compétences ou Knowledge transfer concerne autant la préservation et sauvegarde des connaissances (capitalisation statique) que la transmission sur le terrain pour apprendre en situation de travail (pédagogie dynamique).
En matière d'administration territoriale, le transfert de compétence constitue un abandon de la part d'une entité de la gestion d'un domaine à une autre entité. Les entités concernées peuvent être des organisations supranationales, des collectivités territoriales ou des structures intercommunales. Les entités ayant abandonné leurs compétences ne sont plus qualifiées pour les exercer, et les compétences sont exclusives au nouveau détenteur.

## Deux flux de transfert
La pratique du transfert de compétence(s) peut se faire en deux directions, selon qu'elle réponde au principe de subsidiarité ou au principe de suppléance. À titre d'exemple, la décentralisation correspond au principe de subsidiarité, puisque l'État abandonne certaines de ses compétences au profit des régions, alors qu'un SIVU répond au principe de suppléance, des communes abandonnant des compétences au bénéfice du syndicat intercommunal.

## L'intercommunalité
Le transfert de compétences est la raison d'être des intercommunalités, puisque leur vocation est de gérer des compétences que les communes ne peuvent assumer seules, ou de manière non optimale. La quantité et l'importance des compétences transférées à la structure intercommunale est un bon indicateur du degré de coopération d'une telle structure. Plus elle gère de compétences importantes, plus elle peut être qualifiée de fédérale

## Le fédéralisme

### Allemagne
Pour un État, une organisation fédérale, tel l'Allemagne s'oppose à une organisation unitaire, comme la France. Le concept du fédéralisme repose sur un transfert de compétences importantes, et notamment législatives, de l'État fédéral vers ses territoires fédérés. Là encore, le degré de fédéralisme peut être déterminé selon l'autonomie, c'est-à-dire les compétences, des entités fédérées, et ce qu'il reste à l'État fédéral.[réf. nécessaire]

### Canada
Au Canada, le transfert unilatéral ou rapatriement des compétences de l'État fédéral vers une province par simple voie législative est en règle générale impossible en vertu de la procédure normale de modification de la Constitution du Canada (l'art. 38 de la Loi constitutionnelle de 1982 exige le consentement de sept provinces composant 50̥ ̥% de la population et du Parlement fédéral) et des règles jurisprudentielles relatives à la délégation horizontale de pouvoirs, qui est interdite en vertu d'une décision de la Cour suprême du Canada de 1950. Il est possible de modifier unilatéralement la constitution provinciale en vertu de l'art. 45 LC 1982 et de conclure des accords intergouvernementaux relatifs à l'exercice de compétences mixtes comme l'Accord Canada-Québec relatif à l'immigration, mais une modification à la constitution provinciale ne permet pas d'effectuer un transfert unilatéral des compétences fédérales exclusives ou mixtes au sens des articles 91 et 92 de la Loi constitutionnelle de 1867.
Au Québec, diverses personnalités politiques se font élire sur promesse de rapatrier complètement des compétences fédérales mixtes ou exclusives comme l'immigration,, mais la population n'a pas toujours conscience que ce n'est pas constitutionnel.

## La décentralisation
La décentralisation est un transfert de compétences de l'État vers ses collectivités territoriales. Elle ne peut être assimilée à du fédéralisme, puisque le pouvoir législatif reste l'apanage de l'État.

## L'Union européenne
L'Union européenne répond au principe de suppléance, puisque les États membres de l'Union ont abandonné des compétences au profit de celle-ci. Les États n'ont plus le droit d'exercer les compétences transférées.

## Exemples de compétences
Les compétences sont variées et réparties entre les différents acteurs de la gestion territoriale. Sont des compétences communales, intercommunales, départementales, régionales, étatiques, européennes :
- La voirie
- L'urbanisme
- Les transports
- La gestion des déchets ménagers
- La fiscalité
- La création de lois